# Arno Giesbrecht
Arno Giesbrecht (* 16. November 1947 in Hamburg) ist ein deutscher Pädagoge.

## Leben
Nach der Promotion zum Dr. rer. pol. 1975 in Hamburg und der Habilitation am 15. Juni 1988 in Hagen (Gutachter: Werner Fuchs-Heinritz, Walter Georg, Wolfgang Lempert) wurde er dort außerplanmäßiger Professor für Berufs- und Wirtschaftspädagogik an der Fernuniversität in Hagen.

## Schriften (Auswahl)
- Die Bauproduktion als Determinante der Stadtentwicklung in der BRD. Hamburg 1975, OCLC 470266888.
- Jugend ohne Arbeit. Frankfurt am Main 1983, ISBN 3-425-05117-2.
- Berufliche Sozialisation im Referendariat. Eine empirische Untersuchung zur zweiten Phase der Ausbildung von Lehrern beruflicher Fachrichtung in Nordrhein-Westfalen. Opladen 1983, ISBN 3-531-03165-1.
- Wohnungslos, arbeitslos, mittellos. Lebensläufe und aktuelle Situation Nichtseßhafter. Opladen 1987, ISBN 3-8100-0575-4.

| Personendaten    | Personendaten      |
| ---------------- | ------------------ |
| NAME             | Giesbrecht, Arno   |
| KURZBESCHREIBUNG | deutscher Pädagoge |
| GEBURTSDATUM     | 16. November 1947  |
| GEBURTSORT       | Hamburg            |